# Quarteto de Anscombe

Todos os quatro conjunto de dados são idênticos quando examinado usando estatística básica, mas variam consideravelmente quando graficados.

Quarteto de Anscombe  são quatro conjuntos de dados que têm estatísticas descritivas quase idênticas (como a média e a variância), mas que têm distribuições muito diferentes e aparências muito distintas quando exibidos graficamente. Cada conjunto de dados consiste de onze pontos (x,y). Eles foram construídos em 1973 pelo estatístico Francis Anscombe, com o objetivo de demonstrar tanto a importância de se visualizar os dados antes de analisá-los, quanto o efeito dos outliers e outras observações influentes nas propriedades estatísticas. Ele descreveu o artigo como tendo a finalidade de combater a impressão entre os estatísticos de que "cálculos numéricos são exatos, mas gráficos são aproximados/grosseiros."

## Dados
Para os quatro conjunto de dados:
| Propriedade                                                            | Valor                         | Precisão                                  |
| ---------------------------------------------------------------------- | ----------------------------- | ----------------------------------------- |
| Média de x                                                             | 9                             | exato                                     |
| Variância de x                                                         | 11                            | exato                                     |
| Média de y                                                             | 7,50                          | até 2 casas decimais                      |
| Variância de y                                                         | 4,125                         | ±0,003                                    |
| Correlação entre x e y                                                 | 0,816                         | até 3 casas decimais                      |
| Reta de regressão linear                                               | {\displaystyle y=3,00+0,500x} | até 2 e 3 casas decimais, respectivamente |
| Coeficiente de determinação da regressão linear: {\displaystyle R^{2}} | 0,67                          | até 2 casas decimais                      |

- O primeiro gráfico de dispersão (no canto superior esquerdo) aparenta ser uma simples relação linear, correspondendo a duas variáveis correlacionadas em que y poderia ser modelado como uma gaussiana com uma média linearmente dependente de x.
- O segundo gráfico (no canto superior direito) não mostra uma distribuição normal; enquanto a relação entre as duas variáveis é óbvia, ela não é linear, e o coeficiente de correlação de Pearson não é relevante. Uma regressão mais geral e o coeficiente de determinação correspondente seria mais apropriada.
- No terceiro gráfico (no canto inferior esquerdo), a distribuição é linear, mas deveria ter uma reta de regressão diferente (uma regressão robusta teria sido mais apropriada). A regressão calculada está deslocada por pelo único outlier que exerce influência suficiente para reduzir o coeficiente de correlação de 1 para 0.816.
- Finalmente, o quarto gráfico (no canto inferior direito) mostra um exemplo em que um ponto de grande alavanca é suficiente para produzir um grande coeficiente de correlação mas, embora outros pontos de dados não indiquem qualquer relação entre as variáveis.

O quarteto ainda é usado frequentemente para ilustrar a importância de visualizar um conjunto de dados graficamente antes de iniciar a análise de acordo com um tipo de relação particular, e a inadequação de propriedades estatísticas básicas para descrever conjuntos de dados realísticos.
Os conjuntos de dados são os seguintes. Os valores de x são os mesmos para os três conjuntos de dados.
| I    | I     | II   | II   | III  | III   | IV   | IV    |
| ---- | ----- | ---- | ---- | ---- | ----- | ---- | ----- |
| x    | y     | x    | y    | x    | y     | x    | y     |
| 10,0 | 8,04  | 10,0 | 9,14 | 10,0 | 7,46  | 8,0  | 6,58  |
| 8,0  | 6,95  | 8,0  | 8,14 | 8,0  | 6,77  | 8,0  | 5,76  |
| 13,0 | 7,58  | 13,0 | 8,74 | 13,0 | 12,74 | 8,0  | 7,71  |
| 9,0  | 8,81  | 9,0  | 8,77 | 9,0  | 7,11  | 8,0  | 8,84  |
| 11,0 | 8,33  | 11,0 | 9,26 | 11,0 | 7,81  | 8,0  | 8,47  |
| 14,0 | 9,96  | 14,0 | 8,10 | 14,0 | 8,84  | 8,0  | 7,04  |
| 6,0  | 7,24  | 6,0  | 6,13 | 6,0  | 6,08  | 8,0  | 5,25  |
| 4,0  | 4,26  | 4,0  | 3,10 | 4,0  | 5,39  | 19,0 | 12,50 |
| 12,0 | 10,84 | 12,0 | 9,13 | 12,0 | 8,15  | 8,0  | 5,56  |
| 7,0  | 4,82  | 7,0  | 7,26 | 7,0  | 6,42  | 8,0  | 7,91  |
| 5,0  | 5,68  | 5,0  | 4,74 | 5,0  | 5,73  | 8,0  | 6,89  |

Não se sabe como Anscombe criou seus conjuntos de dados. Desde sua publicação, foram desenvolvidos vários métodos para produzir conjuntos de dados similares com estatísticas idênticas e gráficos distintos.